# Куийн
„Куийн“ (алтернативно изписване Куин,на английски: Queen) е британска рок група създадена през 1970 г., една от най-успешните музикални групи на всички времена. Нейни членове са Фреди Меркюри (вокал), Брайън Мей (соло китара, вокали), Джон Дийкън (бас китара) и Роджър Тейлър (барабани, вокали). В ранните си записи „Куийн“ създават главно глем рок, хевиметъл и прогресив рок, но с течение на времето включват разнообразни и новаторски стилове в музиката си, като фънк и електронна музика. През 70-те години на 20-и век постепенно започват да използват по-конвенционални теми, с които постигат по-голям успех. В началото на 70-те се опитват да включат и синтезатор към песните си, но в крайна сметка това се случва през 80-те, в зависимост от техния подход към музиката.
Групата е създадена първоначално от Брайън Мей и Роджър Тейлър под името „Смайл“. След няколко неуспешни години те се сближават с Фреди Меркюри (тогава известен с кръщелното си име Фарух Булсара). Той ги насочва да експериментират с по-сложни техники на записи, като скоро след това Фреди се присъединява към тях и тримата решават да основат нова група (бъдещата „Куийн“). Джон Дийкън е нает преди записите на първия албум на групата Queen през 1973 г. Вече с новото си име „Куийн“ придобиват изключителна популярност във Великобритания в средата на 70-те с издаването на албумите Queen II от 1974 г., Sheer Heart Attack от 1974 г. и A Night at the Opera от 1975 г., като с това се дава и началото на международния им успех. Песента им Bohemian Rhapsody остава под номер едно в британските класации в продължение на девет седмици и дава на групата първият хит в Топ 10 в „Билборд Хот 100“. Техният албум от 1977 г. News of the World съдържа два от най-известните рок химни We Will Rock You и We Are the Champions. До началото на 80-те „Куийн“ са една от най-големите стадионни рок групи в света, и представянето им на „Лайв ейд“ през 1985 г. се разглежда като едно от най-великите в историята на рока. През 1991 г. Фреди Меркюри умира от бронхопневмония, вследствие на усложнения от СПИН, а Джон Дийкън се отказва през 1997 г. Оттогава Брайън Мей и Роджър Тейлър рядко се събират заедно. От 2005 г. до 2008 г. се събират с Пол Роджърс под името Куийн + Пол Роджърс.
„Куийн“ издават общо 18 албума, които заемат челното място в класациите, 18 сингъла с челни места и 10 дивидита с челни позиции, от които са продадени над 300 милиона копия в световен мащаб, което ги прави една от най-продаваните музикални групи. Те са удостоени с наградата „Айвър Новело“ седем пъти, и са приети в Рокендрол залата на славата през 2001 г.

## История

### В началото (1968 – 1974)
През 1968 г. китаристът Брайън Мей – студент в Кралския колеж в Лондон, и басистът Тим Стейфел решават да сформират група. Мей пуска обява на таблото в колежа, че търси барабанист тип Мич Мичъл/Джинджър Бейкър, Роджър Тейлър се явява на прослушване и получава работата. Музикантите наричат себе си Смайл.
Докато посещават колежа, Тим Стейфел се сприятелява с Фарох Булсара, който е приел английското име Фреди. Булсара смята, че той и групата имат едни и същите вкусове и скоро се превръща в запален фен на Смайл. В края на 1970 г., след като Стейфел напуска, за да се присъедини към Хъмпи Бонг, останалите членове на Смайл, окуражавани от Булсара, сменят името си на Куийн и продължават да работят заедно. По това време Фреди измисля и символа на групата – една голяма буква Q за „Куийн“, обградена от два лъва (символи на зодиите на Джон и Роджър), един рак отгоре ѝ (за зодията на Брайън), две феи (за Фреди, който е дева) и един издигащ се феникс над всичко това, олицетворяващ надеждите, които Фреди таи за бъдещето им. След няколко месеца неуспешно търсене на басист, пускат обява в местен лондонски вестник, на която отговаря тихият и мълчалив Джон Дийкън. След два разговора с него, Фреди, Роджър и Брайън са убедени, че той е човекът за тях.
През февруари 1971 г. започват репетициите за първия си албум, записват четири песни Liar, Keep Yourself Alive, The Night Comes Down и Jesus, само като демо записи, но звукозаписните компании не проявяват интерес. Също така по това време Фреди си променя и фамилията на Мъркюри, вдъхновен от песента My Fairy King. Куийн подписва звукозаписен договор с ИЕмАй (дъщерна марка на Парлофон) през 1973 г. и след поредица от забавяния издават първия си албум – Queen, повлиян от хевиметъла и прогресивния рок. Албумът получава похвали от критиката; Гордън Глетчър от „Ролинг Стоун“ заявява: „дебютният им албум е великолепен“, чикагският „Дейли Хералд“ го нарича: „един дебют над средното ниво“. Въпреки това се обръща малко внимание на водещия сингъл Keep Yourself Alive, написан от Брайън Мей. Същата година правят и първото си турне.
Queen II излиза през 1974 година. Албумът достига пета позиция в британската класация за албуми и е първият албум на „Куийн“, който влиза в класациите на Великобритания. Фреди Меркюри създава водещия сингъл Seven Seas of Rhye – песента достига номер десет в Обединеното кралство и се превръща в първия техен хит. Издавайки този албум, „Куийн“ се опитват да създадат по-тежка и по-тъмна музика, вливайки сложни инструментални пасажи и фентъзи теми в текстовете на песните. Освен единствения сингъл, в албума също е включена The March of the Black Queen – шест минутен епос, който няма аналог по това време. Daily Vault описва албума като „опасен“. Критичната реакция е като цяло отрицателна, Winnipeg Free Press ги описва, като „чудовище“. Allmusic описва албума като любим на хардкор феновете. Това е първият от трите албума на Куийн, които влизат в книгата „1001 албума, които трябва да чуеш преди да умреш“, подобно обаче на своя предшественик и този албум е с ниски продажби в САЩ.

### Епохата на началото на известността им (1974 – 1976)
Брайън Мей отсъства поради хепатит, когато групата започва да работи по третия си албум, Sheer Heart Attack издаден през 1974 година. Албумът достига номер две в Обединеното кралство, продава се в цяла Европа и става златен в Съединените щати. Това е първото издание на музикантите с чисто търговска цел. Тук „Куийн“ експериментират с различни музикални жанрове, включително британският Music Hall, хевиметъл, балади и карибска музика. От този момент британците започват да се движат в далеч по-прогресивни тенденции, песните им се отличават с характерен стил. С Sheer Heart Attack те въвеждат нови звуци и музикални оформления, които ще бъдат усъвършенствани в следващия им албум A Night at the Opera.
Сингълът Killer Queen достига номер две в британските класации и става техният първи хит САЩ, достигайки номер дванадесет в Билборд хот 100. В тази песен Брайън Мей съчетава водевил с китарна виртуозност. Вторият сингъл Now I'm Here е с по-традиционно рок звучене и се изкачва до единадесето място във Великобритания. Албумът получава множествено признания в различни музикални публикации, през 2006 е включен е в 100-те най-велики британски рок албума на всички времена на списание „Класически рок“, като заема 29-о място. Изданието Mojo класира албума през 2007 година на 88-о място в „100-те записа, които промениха света“. Това е вторият от общо трите албума на „Куийн“, които попадат в книгата „1001 албума, които трябва да чуеш преди да умреш“.
През 1975 групата заминава на световно турне, придружавани от Сандра Родос във всяка една държава, заедно с тях пътуват всички техни костюми и цялото светлинно оборудване. В САЩ през цялото турне се представят като хедлайнъри и за първи път изнасят концерти в Канада. Докато групата обикаля Япония през април, ръководителят на групата Джим Бийч се разделя с „Куийн“. Брайън Мей се опитва да привлече за негов заместник Питър Грант от „Лед Зепелин“, но Грант има собствена продуценска къща и не се стига до договор между него и Куийн, поради това че Куийн намират договора за неприемлив, и се свързват с мениджъра на Елтън Джон – Джон Рийд, който приема работата.
В края на 1975 година „Куийн“ записват и издават A Night at the Opera, като името е взето от популярния филм за братя Маркс. По това време това е най-скъпият албум. Подобно на своя предшественик, и този включва разнообразни музикални стилове и експерименти със стереозвука. В The Prophet's Song за осем епични минути създават с прости фрази пълен хорови звук. Албумът е много успешен във Великобритания, а в Съединените щати става тройно платинен. Също така е вписан и в Книгата на рекордите на Гинес под номер деветнадесет в 100-те най-големи албуми на всички времена, в същото време анкета на ABC в Австралия поставя изданието на 29-о място. A Night at the Opera често се появява на първо място в изразени мнения на различни критици. Сред другите отличия са шестнадесето място в класация на „Списание Q“ за „50-те най-добри британски албума“ през 2004 г., номер единадесет в „Ролинг Стоун“ за 100-те най-велики албума от 2004 година и в 500-те най-велики албума на „Ролинг Стоун“ за всички времена от 2003 година. Този албум на Куийн е последният (трети), влязъл в книгата „1001 албума, които трябва да чуе преди да умреш“.
Албумът съдържа няколко класически хитове, като най-великият сингъл на всички времена – Bohemian Rhapsody, който остава на първо място в британските класации девет седмици и е на трето място като най-продаван сингъл в Англия. Също така достига номер девет в САЩ (през 1992 г. при повторното пускане достига номер две). През годините е продаден в над един милион копия по два пъти, застава и два пъти номер едно по Коледа във Великобритания. Сред всичките тези отличия обаче, дължината на песента от 5:55 минути създава проблем при честото слушане на 7 "45-RPM формат, след като каналите се оказват твърде близо един до друг, в резултат на което се износват. Bohemian Rhapsody многократно попада под гласуване за песен номер едно в света. Групата решава да направи видео към песента; резултатът от който е, че това е първото „истинско“ музикално видео, създавано някога. Това е първият видеоклип, който се предоставя на всяка телевизия, напълно свободно за рекламни цели. Въпреки че други групи, включително и „Бийтълс“, са правили кратки рекламни филми или клипове на песни преди това, то те са били специално заснети, за да бъдат излъчени по конкретни телевизии. Вторият сингъл от албума You're My Best Friend, е втората песен, композирана от Джон Дийкън, и първият създаден от него сингъл; като достига номер шестнадесет в Съединените щати и се изкачва в Топ 10.

### Последвалият успех (1976 – 1979)
През 1976 г. групата прави турнета в САЩ и Япония и през пролетта всичките четири албума на групата се намират в топ 20 на Великобритания. Същата година издават A Day at the Races, който може да бъде разглеждан от някои като спътник на A Night at the Opera. Заглавието също като предния албум е взето от филма за братя Маркс, обложката е по подобие на тази на A Night at the Opera. В музикално отношение албумът е предпочитан от феновете и критиците, полагат се сериозни усилия и достига номер едно в британските класации. Големият хит в албума е Somebody to Love, песен в която гласовете на Меркюри, Мей и Тейлър звучат като хор от 100 гласа. Изкачва се до номер две в Обединеното кралство и достига до номер тринадесет в САЩ. В албума също е включена най-тежката песен на групата Tie Your Mother Down, която става задължителна на техните концерти.
Същата година „Куийн“ изнасят един от най-запомнящите се концерти в лондонския Хайд Парк пред 150 000 посетители.
News of the World излиза година по-късно. Той съдържа много песни по поръчка за изпълнение на живо, включително We Will Rock You и рок баладата We Are the Champions, и двете достигат номер четири в САЩ и стават трайни международни спортни химни.
Следващият поред албум е Jazz от 1978, който включва хит синглите Fat Bottomed Girls и Bicycle Race. Този албум е мишена на странна маркетингова кампания, в която 65 голи жени, седнали на велосипеди взети под наем от Halford's Cycles, се състезават около стадион Уимбълдън. Думата джаз не е била използвана в строгия смисъл на думата, критиците отбелязват, че тук са събрани различни стилове, а не че джазът е един от тях. Списание „Ролинг Стоун“ го критикува, че е „тъп“, казвайки: „Куийн не могат да създават джаз – Куийн не могат да си го представят и затова е по-добре да свирят рок“. Известни песни от албума са Dead on Time, Don't Stop Me Now, Let Me Entertain You и Mustapha, в която арабска музика се комбинира с тежък китарен рок.
След многобройни концерти групата издава първия си концертен албум Live Killers през 1979 г., който става двойно платинен в Съединените щати. Също така издават особено успешния сингъл Crazy Little Thing Called Love, съчетана поп музика, направена в стил Елвис Пресли. Песента влиза в Топ 10 в много страни и е вторият номер едно хит на групата в САЩ (първият е Another One Bites the Dust).

### Нов звук и включването на синтезатори (1980 – 1984)
„Куийн“ започва 1980 с албума The Game, станал пет пъти платинен в Канада. В него са включени синглите Crazy Little Thing Called Love и най-успешният сингъл на групата в САЩ – Another One Bites the Dust, и двете песни достигат номер едно в САЩ. Албумът остава номер едно в продължение на четири седмици в САЩ и се продава в над четири милиона екземпляра. Това е единственият албум на върха в Билборд, с рок, денс и R&B стилове, като едновременно отбеляза първото появяване на синтезатори в албум на„Куийн“. В тяхната музика се наблюдава само про-хардрок звучене без синтезатори.
По-късно същата година излиза саундтракът към филма Flash Gordon. До този момент Куийн са продали над 45 милиона албума в световен мащаб.
През 1981 г. Куийн прави турнета в Далечния Изток и е първата голяма рок група, която гостува в Южна Америка. Британците изнасят концерти пред общо 479 000 души в южноамериканското си турне, включително пет концерта в Аржентина и два в Бразилия, където свирят пред аудитория, наброяваща повече от 130 хиляди души в първата нощ, и повече от 120 000 души на следващия ден на стадион Морумби в (Сао Пауло). През октомври същата година свирят на живо пред повече от 150 000 фенове на стадион Монтерей, а на 17 и 18 в Пуебла, Мексико.
Under Pressure е сингъл, в който „Куийн“ за първи път работят с друг изпълнител, това е Дейвид Боуи, който обаче се отказва в студиото по време на записите. След излизането си песента е изключително успешна и достига номер едно във Великобритания.
Същата година „Куийн“ издават първия си сборен албум, озаглавен Greatest Hits, който събира песни на групата в годините между 1974 и 1981. Той се оказа много успешен и от 2007 г. е най-добре продаваният албум в Обединеното кралство. Роджър Тейлър става първият член на групата, който записва и издава солов албум през 1981 г., озаглавен Fun in Space.
През 1982 г. групата издава Hot Space по средата на европейското си турне и това слага край на техния звук от 70-те. Този път албумът е смес от рок, поп рок, фънк и R&B. Турнето обаче е спряно в Северна Америка, защото групата се разделя с Електра Рекърдс, техен издател в Съединените щати, Канада, Япония, Австралия и Нова Зеландия, и подписват с EMI.
След като работят непрекъснато в продължение на десет години, всичките членове на групата взимат решение, че няма да изпълняват никакви концерти през 1983. През това време те записват нов албум и някои от членовете на групата получават възможност да работят по странични проекти. И Брайън Май пуска миниалбум, озаглавен Star Fleet Project, в който той работи с Еди Ван Хален.
В началото на 1984 г. издават The Works, включващ песента Radio Ga Ga, която достига първо място в класациите в деветнадесет страни. Друг хит от този албум е I Want to Break Free, който има и един от най-забележителните им видеоклипове. Въпреки тези хитове, албумът не се продава добре в САЩ.
Турнето започва в Бофутатсвана, Южна Африка на сцената в Сън Сити. При завръщането си в Англия те са обект на възмущение, заради това че свирят в Африка по време на апартейда. Групата отговоря на критиците, заявявайки, че те правят музика за феновете в тази страна и подчертават, че концертът се е състоял пред интегрирана публика.

### „Лайв ейд“ и следващите години (1985 – 1990)
На 12 януари 1985 година групата оглавява две нощи, първият рок фестивал Рок в Рио в Рио де Жанейро. Всяка нощ те излизат на сцената пред повече от 300 000 души. Събраните видеокадри се издават на видеокасета, озаглавена Queen Live in Rio.
На „Лайв ейд“, проведен на стадион Уембли на 13 юли 1985 г., Куийн изпълняват някои от най-големите си хитове, а това се счита за най-доброто им изпълнение. Групата се „съживява“ след този концерт и увеличава своите продажби, годината приключва с издаването на сингъла One Vision. Песента е използвана в озвучаването на филма Железен орел. Също така излиза ограничена версия, опакована в комплект, съдържащ всички техни албуми до този момент, издаден под заглавието The Complete Works. Пакетът включва неиздавани материали, най-вече сингли, които не са излизали с албумите, един от тях е Thank God it's Christmas от 1984 година.
В началото на 1986 г., „Куийн“ записват албума A Kind of Magic, съдържащи няколко преработки на песни към филма Шотландски боец. Албумът е успешен, включващ поредица от хитове, като Friends Will Be Friends и Who Wants to Live Forever? както и заглавната песен A Kind of Magic и де факто темата от „Шотландски боец“ – Princes of the Universe.
По-късно същата година тръгват на турне отново със Спайк Едни, който е наречен неофициалният пети член. The Magic Tour's минава през стадион Уембли в Лондон и издават Queen at Wembley, който излиза на компактдиск и видеокасета. Музикантите не успяват да запазят Уембли за още една нощ и изнасят концерт в Knebworth Park, за който концерт билетите са разпродадени за два часа и над 120 000 фенове наблюдават тяхното шоу, като то се оказва последното живо изпълнение на Куийн с Фреди Меркюри. Повече от 1 млн. души гледат на живо Куийн на турнето, а във Великобритания само на един концерт са 400 000.
След като някои от членовете на групата работят по различни соло проекти, през 1988 г. Фреди Меркюри издава албум с Монсерат Кабайе – Barcelona. На следващата година групата издава The Miracle – албумът следва стъпките на A Kind Of Magic с помощта на поп рок, смесен с няколко тежки продукции. От него излизат и европейските хитове: I Want It All, Breakthru, The Invisible Man, Scandal, и The Miracle.
С този албум започва и промяна във философията на техните песни. В началото почти всички песни на групата са написани от един-единствен член с минимална помощ от някой друг. С The Miracle обаче музикантите започват да сътрудничат помежду си в създаването на песни в полза на „Куийн“.

### Смъртта на Фреди и след това (1991 – 2003)
След като феновете на Куийн забелязват, че външният вид на Фреди става все по-изпит през 1988 г. започват да се разпространяват слухове, че Меркюри страда от СПИН. Вокалистът на Куийн категорично отрича това, като заявява, че е просто „изчерпан“ и прекалено зает, за да дава интервюта през тези години. Въпреки това групата продължава да записва албуми, като се започва с The Miracle през 1989 г. и продължава с Innuendo през 1991 година. За последните два албума, докато Фреди все още е жив, групата издава всички песни под името на Куийн, което от своя страна спира вътрешните конфликти и различия. През 1990 г. Фреди Меркюри прави своята последна публична изява, когато се присъединява към останалата част на групата за получаване на наградата Brit Awards за изключителен принос към британската музика. Въпреки влошаващото си здраве, той продължава да съдейства на другите членове на състава. Групата издава Innuendo в началото на 1991 г. с едноименния номер едно хит Innuendo в Обединеното кралство, както и три други сингъла I'm Going Slightly Mad, Headlong, и The Show Must Go On, следван от втората си компилация Greatest Hits II, пусната през октомври същата година.
На 23 ноември 1991 г. Фреди Меркюри обявява пред медиите, че е болен от СПИН. В рамките на 24 часа след това изявление, той умира от бронхиална пневмония, която възниква от усложнение на СПИН. Погребението е направено по зороастрийски обичай, като Фреди е кремиран.
Малко след смъртта на Меркюри Bohemian Rhapsody е преиздадена като сингъл заедно с These Are the Days of Our Lives. Сингълът се изкачва до номер едно за втори път във Великобритания и се задържа там пет седмици до Коледа. Bohemian Rhapsody става първата песен заставала два пъти на първото място в класацията на Великобритания. Постъпленията от продажбите на този сингъл са около 1 млн. лири, а сумата е дарена на Terrence Higgins Trust.
Популярността на „Куийн“ се стимулира в Съединените щати, когато Bohemian Rhapsody е включена във филма Wayne's World от 1992 г. Включването на песента помага тя да достигне номер две в класациите в САЩ и се задържа там в продължение на пет седмици през 1992 година. Направен е и нов клип, в който са използвани кадри от този филм.
На 20 април 1992 г. се състои концертът за Фреди Меркюри на стадион Уембли пред 72 000 души. Освен останалите трима членове на групата, в концерта взимат участие и световни звезди, сред които „Металика“, „Гънс Ен' Роузис“, Сийл, „Деф Лепард“, Роджър Долтри, Робърт Плант, Лиса Стенсфилд, Джордж Майкъл, Елтън Джон, Дейвид Боуи и Ани Ленъкс. Концертът е включен в книгата на Гинес като „Най-големият бенефисен концерт за рок звезда“, тъй като е наблюдаван по-телевизията от над 1,2 милиарда зрители по целия свят и са спечелени над 20 млн. лири, дарени за благотворителност към СПИН фондации.
Последният албум на „Куийн“ с участието на Меркюри, озаглавен Made in Heaven, е издаден през 1995 г., четири години след смъртта му. Тук са събрани последните записи на Фреди през 1991 г., както и материали, останали от предишните им албуми. Освен това са включени и солови изпълнения на Роджър Тейлър, Брайън Мей и Фреди Меркюри. Албумът достига номер едно в британските класации непосредствено след излизането си и става двойно платинен.
No-One but You (Only the Good Die Young) е сингъл, който излиза през 1997 г. Песента е включена като бонус песен в компилацията Queen Rocks, по-късно същата година. Песента достига номер тринадесет в британската класация. През 1998 г. Куийн изпъляват The Show Must Go On заедно с Елтън Джон и Berjart Ballet, като това са последните публични изяви на Джон Дийкън.
Брайън Мей и Роджър Тейлър заедно присъстват на няколко церемонии за благотворителни концерти, като споделят вокали с различни певци. През това време те са били, като„Куийн“ +, заимствано от името на „Куийн“ с гост певци. През 1998 дуото се появява на концерт на Лучано Павароти, a Брайън Мей изпълнява Too Much Love Will Kill You с Павароти. По-късно изпълняват Radio Ga Ga, We Will Rock You и We are the Champions с Дзукеро. Събират се отново през 2003 г. и записват нови версии на няколко техни хитове отново като „Куийн“ + с Роби Уилямс и Бритни Спиърс.
През 1999 г. излиза Greatest Hits III. Освен последните техни хитове, са включени рап-версията на Another One Bites the Dust, концертната версия на Somebody to Love, изпълнена от Джордж Майкъл, както и изпълнението на The Show Must Go On на Елтън Джон. С това издание „Куийн“ се превръщат във втория най-продаван изпълнител в Обединеното кралство за всички времена, след Бийтълс. През 2002 г. „Куийн“ са наградени с 2207-ата звезда на Алеята на славата в Холивуд, която се намира на бул. 6358 Холивуд.
За всичките двадесет години, през които четиримата от „Куийн“ са били заедно, те никога не са се разделяли. Въпреки успеха на групата, всеки от членовете ѝ успява да изгради отлична собствена кариера. Най-ярки примери за това са албумът на Фреди, записан заедно с Монсерат Кабайе, който още по-пълно разкрива гласа му, и работата на Брайън с няколко други създадени от него групи. Едни от най-емблематичните за Куийн песни са We Are The Champions и We Will Rock You, превърнали се в спортни (и не само) химни. Bohemian Rhapsody се смята за върха на композиторските способности на Фреди и е записана в книгата на Гинес, като най-великата песен на всички времена.

### „Куийн + Пол Роджърс“ (2004 – 2009)
В края на 2004 г., Мей и Тейлър обявяват, че те ще се съберат, за да направят турне през 2005 г., с Пол Роджърс (основател и бивш вокалист на Фрий и Бед Къмпани). Брайън Мей съобщава чрез своя сайт, че тръгват на турне под името „Куийн + Пол Роджърс“. Вече пенсионираният Джон Дийкън не взема участие.
Между 2005 и 2006 г. „Куийн + Пол Роджърс“ са на световно турне първо в Европа, а след това през 2006 година в Япония и САЩ. На 15 август 2006 г. Брайън Мей потвърждава чрез своя уеб сайт и фен клуб, че „Куийн + Пол Роджърс“ ще започнат записите на първия си студиен албум в началото на октомври на „тайно място“. Албумът, озаглавен The Cosmos Rocks, е издаден в Европа на 12 септември 2008 г., а в Съединените щати на 28 октомври същата година. След този албум групата отново започва обиколка из Европа, която стартира на площад в Харков пред 350 хил. украински фенове. Шоуто в Украйна по-късно е издадено на DVD. След това обиколката минава през Русия, където групата изпълнява два разпродадени предварително концерта на Олимпийския стадион в Москва. След като приключва първата част от европейската обиколка, където групата изпълнява петнадесет концерта в девет страни, във Великобритания в рамките на 90 минути се разпродават всичките билети за три поредни концерта в Лондон, първият от който е на 12 октомври в O2 Arena. В последната част от турнето групата изпълнява концерти в Южна Америка, включително и разпродадения в Буенос Айрес.
„Куийн“ и Пол Роджърс официално се разделят без проблеми помежду си на 12 май 2009 година. Роджърс не изключва възможността да работят отново заедно.

### Разделянето с „И Ем Ай“ и 40-ата годишнина на групата (от 2009)
На 20 май 2009 г. Брайън Мей и Роджър Тейлър изпълняват We Are the Champions на живо във финалния сезон на Американ Айдъл с победителя Крис Алън и вицешампиона Адам Ламбърт. В средата на 2009 г. след разделянето на Куийн с Пол Роджърс, в официалния си сайт Куийн обявяват, че новата компилация Greatest Hits е преименувана на Absolute Greatest. Тя излиза на 16 ноември и достига до номер три в Официалната британската класация. Албумът съдържа двадесет от най-големите хитове на Куийн, обхващащи цялата им кариера, и е пусната в четири различни формата: единичен диск, двоен диск (с коментар), двоен диск с книга и винилова плоча.
Брайън Мей публикува изявление на 30 октомври 2009 г. в интернет страницата си, че Куийн нямат да правят турне през 2010 г., но че все пак има такава възможност, цитиран да казва:
| „          | Най-големият дебат обаче винаги е за това, кога ще стане факт следващото събиране на „Куийн“. В момента, въпреки многото слухове, ние нямаме планове за турне през 2010 година. Добрата новина обаче е, че Роджър и аз имаме много по-близко взаимно разбирателство тези дни, лично и професионално... и всички идеи се разглеждат внимателно. Музиката никога не е била далеч от нас. Има оферта за изпълнения в САЩ и остава да се реши дали ще приемем това предизвикателство. Ние взаимодействаме може би повече от всякога с външния свят. Това е време на вълнуващ преход в рок музиката и в бизнеса. Хубаво е, че пулсът ни все още бие. | “ |
| Брайън Мей | |   |

В британското телевизионно шоу The X Factor на 15 ноември Брайън Мей и Роджър Тейлър изпълняват Bohemian Rhapsody на живо заедно с финалистите.
На 7 май 2010 г. Брайън Мей и Роджър Тейлър обявяват, че се разделят със звукозаписната компания И Ем Ай след почти 40 години заедно. На 20 август 2010 г. мениджърът на „Куийн“ – Джим Бийч заявява, че групата е подписала нов договор с Юнивърсъл Мюзик. По време на интервю за Hardtalk на Би Би Си на 22 септември, Мей потвърждава, че групата е подписала и с Айлънд Рекърдс, дъщерна фирма на Юнивърсъл. И за първи път от края на 1980 година насам, „Куийн“ отново имат един и същ дистрибутор по целия свят.
През следваща година, на 14 март 2011, се отбеляза 40-ата годишнина от създаването на групата, и първите пет албума на „Куийн“ са преиздадени във Великобритания, както и в някои други страни като ремастирирани луксозни издания (в САЩ версиите са издадени на 17 май). Втората част от следващите пет албума е издадена в целия свят на 27 юни, с изключение на САЩ и Канада (27 септември). Последните пет са запланувани за издаване в Обединеното кралство на 5 септември.
През май 2011 г., вокалистът на Джейнс Адикшън – Джейн Пери Фарел отбеляза, че „Куийн“ се опитват да присъединят басиста Крис Чейни към себе си. Фарел заявява: „Аз трябва да запазя Крис далеч от Куийн, които го искат, но няма да го получат...“ Пол Роджърс заявява през същия месец, че може в близко бъдеще отново да тръгне на турне с Куийн. По време на церемонията на наградите на Broadcast Music Incorporated (BMI), проведена в Лондон на 4 октомври, „Куийн“ получават наградата BMI Icon Award като признание за техния успех в САЩ.

## Артистичност

### Музикален стил
Групата се влияе от много британски рок групи, като Пинк Флойд, Бийтълс, Ролинг Стоунс, Ху, Дейвид Бауи и Лед Цепелин. Създават музика, която е вдъхновена от най-различни стилове в музиката, често с леко иронично отношение. Сред жанрове са: прогресив рок, хардрок, глем рок, хевиметъл, поп рок, диско, блус-рок и краутрок.
Също така техните песни са вдъхновени от жанрове, които не са свързани обикновено с рок, като рагтайм, опера, госпъл, водевил и фолк.
Отличителна характеристика в музиката на Куийн са вокални хармонии, които обикновено се състоят от гласовете на Мей, Меркюри и Тейлър, които добре съчетават в студийните албуми A Night at the Opera и A Day at the Races. Основите за развитието на този звук могат да се припишат на техния бивш продуцент Рой Томас Бейкър, както и на Майк Стоун. Създавайки вокални хармонии, Куийн успяват и да имитират гласовете си като голям хор. Така например според Брайън Мей в Bohemian Rhapsody има над 180 вокала. Много техни песни са записани с участието на публика, като We Will Rock You и We Are the Champions.

### Влияние
Куийн имат значителен принос към жанрове, като хардрок хевиметъл и други. Затова и много други музиканти са се вдъхновявали от тях. Освен това музиката на Куийн е повлияла на изпълнители от различни поколения, държави и жанрове.
Изпълнителите, които се повлияват силно от музиката на Куийн са: Антракс, Бен Фулдс Файв, Нирвана, Деф Лепард, Екстрийм, Фу Файтърс, Грийн Дей, Гънс Ен' Роузис, Хелоуин, Айрън Мейдън, Канзас, Кийн, Лейди Гага, Manic Street Preachers, Металика, Мика, Мюз, My Chemical Romance, Рейдиохед, Трент Резнър, Стикс, Килърс и Смашинг Пъмпкинс.
Куийн са посочени като основно влияние в „нео-класически метъл“ от шведския китарист Ингви Малмстийн. Металика записва кавър на Stone Cold Crazy, като песента се появя в компилиацията Rubáiyát: Elektra's 40th Anniversary от 1990 г., и печели първата си награда Грами за „Най-добро метъл изпълнение“ през 1991 година. В началото на 70-те години Куийн дават тласък на развитието на хевиметъла, силно повлияни от блуса, новата вълна в британския хевиметъл е сливане на музика с чувствителност към пънк рок и с акцент върху повишаване на скоростта.

## Завещание
Тяхната песен Bohemian Rhapsody е обявена от Книгата на Гинес през 2002 г. за най-добрия британски сингъл на всички времена. През 2005 г. Канал 4 класира изпълнението на Куийн на Live Aid през 1985 г. като най-доброто изпълнение на живо в историята. През 2007 г. слушатели на Радио 2 избират Куийн за най-добрата британска рок група.
До 2005 г., според Книгата на Гинес, албумите на Куийн са прекарали общо 1322 седмици или двадесет и седем години в класациите в Обединеното кралство, повече от който и да е друг. Също така през 2005 г., с издаването на лайв албума с Пол Роджърс, Куийн се изкачват на трето място в списъка с изпълнители с най-много прекарано време в британските класации.
През 2006 г. компилацията Greatest Hits се превръща в най-добре продавания албум във Великобритания, като продажбите надвишават повече от 5 407 587 копия, с 604 295 бройки повече от най-близкия му конкурент Sgt. Pepper's Lonely Hearts Club Band на Бийтълс, следващата тяхна компилация от същата поредица Greatest Hits II се изкачва до седма позиция с 3 631 321 продадени копия.
Издават общо 18 номер едно албума, 18 номер едно сингъла и десет номер едно DVD-та из целия свят, което ги прави една от най-продаваните групи в света. Общият брой на продадените им албуми се изчислява на над 300 милиона копия в световен мащаб, включително 32,5 милиона в Съединените щати 2004 г. Това е единствената група, в която всеки член е композирал повече от една песен в класациите за сингли.
Според Ник Уеймоут, който поддържа официалния сайт на групата, Куийн са най-разпространяваната „бутлез“ група. A в 2001 проучване открива наличието на 12 225 интернет страници, посветени на бутлезите на Куийн, като това е най-голямата база данни за музикална група. Тези записи са допринесли за популярността на групата в някои страни, където се цензурира западна музика. В един проект, наречен „Куийн: Топ 100 бутлези“, много от тях са пуснати за теглене в официалния сайт на групата, като печалбата от тях се дарява на фондация The Mercury Phoenix Trust.
VH1 класира Куийн на 13-о място сред 100-те най-добри хардрок изпълнители.

## В други медии

### Музикален театър
През 2002 г. мюзикълът rock theatrical, базиран на песни на Куийн и озаглавен We Will Rock You, е открит в Dominion Theatre в западен Лондон. Мюзикълът е написан от британския комик и автор Бен Елтън в сътрудничество с Брайън Мей и Роджър Тейлър, с продуцент Робърт Де Ниро. След това започва да се поставя в много градове по света.
Оригиналното лондонско произведение е планирано да приключи в събота 7 октомври 2006 г. в Dominion Theatre, но поради общественото търсене, шоуто е удължено за неопределено време. We Will Rock You става най-дълго продължилият мюзикъл с премиера в лондонския театър, изпреварвайки предишният такъв Grease (Брилянтин). Брайън Мей потвърждава, че обмислят възможността за написването на продължение на мюзикъла. Турнето на мюзикъла в Обединеното кралство през 2009 г. се поставя в Manchester Palace Theatre, Sunderland Empire, Birmingham Hippodrome, Bristol Hippodrome и Edinburgh Playhouse.
Пускането на мюзикъла съвпада със златния юбилей на кралица Елизабет II. Като част от празненствата по юбилея Брайън Мей изсвирва китарно соло на God Save the Queen,
като логото от албума A Night at the Opera е сложено на покрива на Бъкингамския дворец. Записването на този спектакъл е използвано като видео в преиздаването на A Night at the Opera, по повод 30 години от издаването на албума.
Шон Бовим създава балета Queen at the Ballet в чест на Фреди Меркюри. В него се използва музиката на Куийн за озвучаване на танцьори в шоуто, използвани са песните Bohemian Rhapsody, Radio Ga Ga и Killer Queen.
Музиката на Куийн се появява извън Бродуей в продукцията Power Balladz, най-вече с песента We Are the Champions.

### Цифрова област
Във връзка с Electronic Arts Куийн пуска компютърна игра Queen: The Eye през 1998 г., като това се оказва търговски и критичен провал. Самата музика и песни са от огромния каталог на британците, в много случаи ремиксирани с нови инструментални версии, които се оказват сполучливи, но самата игра не. Проблемът е, че развитията са изключително дълги, заедно с графични елементи, които обаче вече са остарели.
Под надзора на Мей и Тейлър множество възстановителни проекти са в ход, включващи дълги аудио и видеопесни от каталога на Куийн. DVD издания на техните концерти от 1986 на Уембли (озаглавен Live At Wembley Stadium) и този от 1982 в Милтън Кийнс (Queen on Fire – Live at the Bowl), както и двете видеоиздания Greatest Video Hits (с клипове от 1970 и 1980), ремиксирани в DTS 5.1 звук. Само два албума на групата – A Night at the Opera и The Game, са били напълно ремиксирани с висока разделителна способност и многоканален съраунд на DVD-Audio. A Night at the Opera е преиздаден с някои ревизирани 5.1 сетове и придружаващо видео през 2005 г. за 30-ата годишнина на издаването оригиналната версия на албума (аудиодиск + DVD). През 2007 г. изданието BluRay издава заедно два техни концерта: Queen Rock Montreal & Live Aid за първи път в 1080p HD.
На няколко пъти песни на Куийн влизат в китарната игра Guitar Hero: кавърът на Killer Queen, We Are the Champions, Fat Bottomed Girls сътрудничеството им с Пол Роджърс за C-lebrity и Under Pressure с Дейвид Бауи в Guitar Hero 5. На 13 октомври 2009 г. Брайън Мей разкрива предварителна информация за специалната rock band игра на Куийн.
През март 2009 г. Sony Computer Entertainment пуска песни на Куийн като караоке версии в музикалната видеоигра SingStar. Играта, която е достъпна за PlayStation 2 и PlayStation 3, използва 25 песни за PS3 и 20 за PS2.
Групата също се появява във видеоиграта Lego Rock Band със сценични лего аватари. Песни, като We Will Rock You и други от Куийн, също се срещат и играта в DJ Hero.

### Кино и телевизия
Куийн допринасят с музика директно във филми: Flash Gordon (1980, с режисьор Майк Ходжес) и „Шотландски боец“ (оригиналът от 1986, режисиран от Ръсел Мълкейхи). Песните A Kind of Magic, One Year of Love, Who Wants to Live Forever, Hammer to Fall и Princes of the Universe могат да бъдат чути в „Шотландски боец“. Също така музиката им е използвана в телевизионния сериал „Шотландски боец“ (1992 – 1998 г.). A Kind of Magic може да се чуе в началната сцена на „Шотландски боец 2“.
В Съединените щати Bohemian Rhapsody е преиздадена като сингъл през 1992 година след премиерата на филма Wayne's World. Сингълът впоследствие достига номер 2 в класацията на Билборд заедно с The Show Must Go On, като е първа песен в сингъла. Това издание помага на популярността на групата в Северна Америка.
В няколко филма са били включвани техни песни, изпълнени от други изпълнители:
- Записът на Somebody to Love, направен от Ан Хатауей през 2004 г., за филма Ella Enchanted.
- През 2006 г. Британи Мърфи също записва кавър на тяхна песен за Happy Feet.
- През 2001 г. версия на The Show Must Go On, изпълнена от Джим Бродбент и Никол Кидман в мюзикъла „Мулен Руж!“.
- A Knight's Tale излиза през 2001 г. с версия на We Are the Champions от Роби Уилямс и Куийн; включен е и запис на We Will Rock You със средновековната публика.
- През 1992 г. в спортния филм „Гладиатор“ има откъси от We Will Rock You, изпълнена от Warrant и издадена по-късно като сингъл.
- През 2004 г. Don't Stop Me Now е включена в сцената от култовия филм Shaun of the Dead.
- You're My Best Friend през 2006 година във филма The Break-Up.
- Don't Stop Me Now звучи в началото на филма Sonic от 2020 г., когато Соник бяга в хралупата си.

В поддържане на традицията от пети сезон на сериала „Шеметни години“ от 70-те, всеки сезон се кръщава на известни рок групи (Лед Цепелин за пети сезон, Дъ Ху за шести и Ролинг Стоунс за седми), за осмия и последен сезон се ползва името на Куийн, а Bohemian Rhapsody служи за премиера на филма.
На 11 април 2006 Брайън Мей и Роджър Тейлър се появяват на американския конкурс Америкън Айдъл. Всеки състезател е длъжен да пее една песен на Куийн през тази седмица на състезанието. Песните включват Bohemian Rhapsody, Fat Bottomed Girls, The Show Must Go On, Who Wants to Live Forever и Innuendo. Брайън Мей по-късно изразява своите критики към шоуто за редактиране на специфични сцени.
Шоуто Al Murray's Happy Hour използва песни на Куийн. За излизане на гости се ползва Don't Stop Me Now и всеки път заедно с гост изпълнители домакинът Ал Мъри изпълняват различни песни на британците. В края на шоуто отново се използва тяхна музика.
I Was Born to Love Youе била използвана като тема песен на японската драма Pride на Fuji Television през 2004 г., с участието на Такуя Кимура и Юко Такеучи. В саундтрака на сериала също са включени песни на Куийн, включително We Will Rock You, We Are the Champions и Bohemian Rhapsody.
Групата прави планове да предостави материали за филма The Hotel New Hampshire, но този проект е изоставен. Въпреки това Keep Passing The Open Windows често се употребява във филма. Семейство Симпсън също използват песни на Куийн, като You're My Best Friend.

## Дискография
- Queen (1973)
- Queen II (1974)
- Sheer Heart Attack (1974)
- A Night at the Opera (1975)
- A Day at the Races (1976)
- News of the World (1977)
- Jazz (1978)
- Live Killers (1979)
- The Game (1980)
- Flash Gordon (1980)
- Hot Space (1982)
- The Works (1984)
- A Kind of Magic (1986)
- Live Magic (1986)
- The Miracle (1989)
- Innuendo (1991)
- Made in Heaven (1995)

## Турнета
- Early Queen Tours (1970 – 1973)
- Queen I Tour (1973 – 1974)
- Queen II Tour (1974)
- Sheer Heart Attack Tour (1974 – 1975)
- A Night at the Opera Tour (1975 – 1976)
- Summer Gigs 1976 (1976)
- A Day at the Races Tour (1977)
- News of the World Tour (1977 – 1978)
- Jazz Tour (1978 – 1979)
- Crazy Tour (1979)
- The Game Tour (1980 – 1981)
- Hot Space Tour (1982)
- The Works Tour (1984 – 1985)
- The Magic Tour (1986)
- Queen + Paul Rodgers Tour (2005 – 2006)
- Rock the Cosmos Tour (2008)
- Queen + Adam Lambert Tour 2012 (2012)
- Queen + Adam Lambert Tour 2014 – 2015 (2014 – 2015)
- Queen + Adam Lambert 2016 Summer Festival Tour (2016)
- Queen + Adam Lambert Tour 2017 – 2018 (2017 – 2018)
- The Rhapsody Tour (2019 – 2020)

## Допълнителна информация
- ((en)) Brooks, Greg. Queen Live: A Concert Documentary.   London, Omnibus Press, 1995. ISBN 9780711948143.
- ((en)) Dawson, Mike. Freddie & Me.   London, Jonathan Cape, 2008. ISBN 9780224081931.
- ((en)) Dean, Ken, Charlesworth, Chris. Queen: The New Visual Documentary.   London, Omnibus Press, 1991. ISBN 9780711928282.
- ((en)) Goodall, Nigel, Lewry, Peter. The Ultimate Queen.   London, Simon & Schuster, 1998. ISBN 9780684821498.
- ((en)) Gunn, Jacky, Jenkins, Jim. Queen: As It Began.   London, Sidgwick & Jackson, 1992. ISBN 9780330332590.
- ((en)) Hodkinson, Mark. Queen: The Early Years.   London, Music Sales Limited, 2005. ISBN 9780711960121.
- ((en)) Hogan, Peter. The Complete Guide to the Music of Queen.   London, Omnibus Press, 1994. ISBN 9780711935266.
- ((en)) Jackson, Laura. Queen: The Definitive Biography.   London, Piatkus, 2002. ISBN 9780749923174.
- ((en)) Michael, Mick. Queen, In Their Own Words.   London, Omnibus Press, 1992. ISBN 9780711930148.
- ((en)) Nester, Daniel. God Save My Queen: A Tribute.   Brooklyn, NY, Soft Skull Press, 2003. ISBN 9781887128278.
- ((en)) Nester, Daniel. God Save My Queen II: The Show Must Go On.   Brooklyn, NY, Soft Skull Press, 2004. ISBN 9781932360516.
- ((en)) Purvis, Georg. Queen: Complete Works.   Richmond, Reynolds & Hearn, 2006. ISBN 9781905287338.